# 霍克县 (北卡罗来纳州)
霍克县（英語：Hoke County）是美国北卡罗来纳州中南部的一個縣，面積1,016平方公里。根据2020年美國人口普查，共有人口52,082人。縣治雷伊福。該縣成立於1911年2月7日，縣名紀念南北战争時期南方軍將領、北方鐵路公司主席羅伯特·霍克。